# Prințesa Victoria Margaret a Prusiei
Prințesa Victoria Margaret Elizabeth Marie Ulrike a Prusiei (17 aprilie 1890 - 9 septembrie 1923) a fost membră a Casei de Hohenzollern. A fost fiica Prințului Friedrich Leopold al Prusiei și a soției sale, Prințesa Louise Sophie de Schleswig-Holstein-Sonderburg-Augustenburg.

## Biografie
Bunicii paterni ai Victoriei au fost Prințul Friedrich Karl al Prusiei (1828-1885) și Prințesa Maria Anna de Anhalt-Dessau (1837-1906). Bunicii materni au fost Frederic al VIII-lea, Duce de Schleswig-Holstein și Prințesa Adelheid de Hohenlohe-Langenburg.
Victoria a avut trei frați: Prințul Friedrich Sigismund al Prusiei, Prințul Friedrich Karl al Prusiei și Prințul Friedrich Leopold al Prusiei. Prin mama ei, Victoria a fost nepoată a împărătesei Augusta Victoria, soția împăratului Wilhelm al II-lea al Germaniei.
La 17 mai 1913, ea s-a căsătorit cu Heinrich XXXIII Reuss de Köstritz, un membru al unei dintre cele mai vechi Case regale din Europa. Prin mama lui, Prințesa Maria, el era nepot al lui Karl Alexander, Mare Duce de Saxa-Weimar-Eisenach. Prințesa Victoria Margaret a fost condusă la altar de unchiul ei, împăratul Wilhelm.
Cuplul a avut doi copii:
- Prințesa Marie Luise Reuss de Köstritz (9 ianuarie 1915 - 17 iunie 1985)
- Prințul Heinrich II Reuss de Köstritz (24 noiembrie 1916 - 24 decembrie 1993)

Mariajul s-a terminat prin divorț în 1922. Prințesa Victoria Margaret a murit anul următor, la vârsta de 33 de ani. A fost înmormântată la Palatul Glienicke. El s-a recăsătorit cu văduva americană Allene Tew Burchard în 1929.